# And the Beat Goes On
Cet article possède un paronyme, voir The Beat Goes On.
Pour l’article homonyme, voir ...and the Beat Goes On!.
Singles de The Whispers
A Song for Donny
(1979) Lady
(1980)
And the Beat Goes On est un single interprété par le groupe The Whispers et écrit par Leon Sylvers III, Stephen Shockley et William Shelby. Sortie le 1er février 1980 sur le label discographique Solar Records, la chanson est extraite de l'album The Whispers (1979).
Monie Love a samplé cette chanson pour I Can Do This (1989), de même que Will Smith pour Miami (1998) ou encore Madonna et Commander Tom et DJ Abdel pour Funk You (2011). La chanson Sure Shot du groupe Xanadu (1980) est simplement chantée sur la section rythmique de And the Beat Goes On. 